# Parnassius loxias
Parnassius loxias là một loài bướm ngày sinh sống ở vùng núi cao được tìm thấy ở Kirghizia và West Trung Quốc.It là một member of the Snow Apollo genus Parnassius of the Swallowtail (Papilionidae) family.

## Hình ảnh

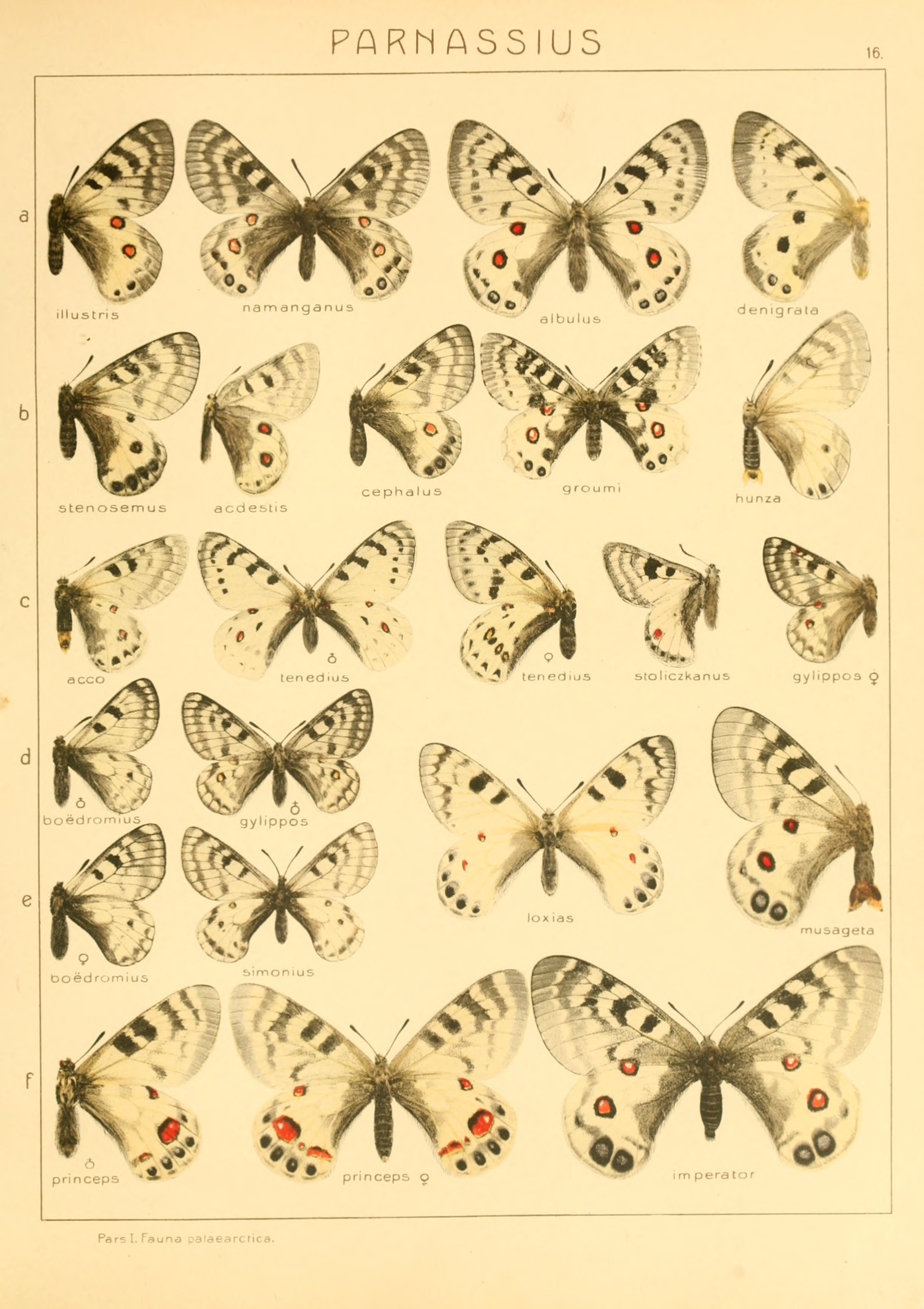